# Stazione di Sparacollo
La stazione di Sparacollo era una stazione ferroviaria, a fini essenzialmente di movimento, posta al km 44+400 della ferrovia Motta Sant'Anastasia-Regalbuto; divenne capolinea provvisorio della linea a metà degli anni settanta, fu definitivamente dismessa nel 1987.

## Storia
La stazione venne costruita nel corso della seconda fase dei lavori di costruzione della linea, tuttavia fu aperta all'esercizio solo nel 1952, contestualmente all'apertura della tratta. La stazione venne costruita in località distante dai centri abitati, ma ancora in zona di produzione agrumaria all'inizio della rampa terminale del 20 per mille, fino a Regalbuto. In seguito ad un cedimento verificatosi in una galleria tra le due stazioni, a scopo precauzionale, la tratta venne interrotta a metà degli anni settanta e la stazione di Sparacollo divenne il terminale provvisorio della linea. Valutata la poca utilità di tale capolinea, decentrato e distante dai centri abitati (oltre 8 km da Regalbuto), qualche anno dopo, il termine della linea venne arretrato alla stazione di Carcaci, e la stazione di Sparacollo venne abbandonata. 
La definitiva dismissione della stazione è avvenuta con il decreto ministeriale DM 73/T del 15 aprile 1987, contestualmente a quella della linea.

## Strutture e impianti
L'edificio di stazione venne costruito a nord della linea ferrata; si componeva di un corpo centrale a 2 livelli e a quattro luci per facciata con edificio servizi laterale e giardinetto adiacente secondo un modello comune ad altre stazioni della linea. Sullo stesso lato nord il magazzino merci con piano caricatore.
La stazione era presenziata da un assuntore in conseguenza dell'esercizio a Dirigenza Unica della linea.
Il fascio binari comprendeva il primo binario, per arrivo e partenza e servizio viaggiatori, un secondo binario per incroci e precedenze a cui si raccordava un piccolo piazzale di binari per servizio merci nel quale era posto un ponte a bilico da 40 t di portata e 8 m di lunghezza.
La stazione era protetta da segnale semaforico di prima categoria. Una torre dell'acqua e una colonna idraulica per il rifornimento delle locomotive a vapore completavano la dotazione dell'impianto.

## Movimento
Il traffico viaggiatori in partenza e in arrivo dalla stazione era quasi inesistente, limitato ad agricoltori e a qualche cacciatore. L'orario ferroviario in vigore 1975-1976 prevedeva due coppie di treni giornalieri, di categoria locale. Gli arrivi, da Catania, alle ore 9:06 e alle 15:58 con proseguimento su Regalbuto; le partenze alle ore 9:54 e alle 17:00.